# Morti nel 1891

## Gennaio(53)
- 1º gennaio - John Marshall, chirurgo britannico (n. 1818)
- 1º gennaio - Antonio Stoppani, geologo, paleontologo e patriota italiano (n. 1824)
- 2 gennaio - Joseph G. Campbell, scacchista e compositore di scacchi irlandese (n. 1830)
- 4 gennaio - Pierre de Decker, politico belga (n. 1812)
- 4 gennaio - Antonio Malusardi, prefetto e politico italiano (n. 1818)
- 5 gennaio - Emma Abbott, soprano e impresaria teatrale statunitense (n. 1850)
- 5 gennaio - Charles Gauthier, scultore francese (n. 1831)
- 6 gennaio - Rudolf Löwenstein, scrittore tedesco (n. 1819)
- 6 gennaio - Francesco Mastriani, scrittore italiano (n. 1819)
- 6 gennaio - Nikolaj Maksimilianovič di Leuchtenberg, duca (n. 1843)
- 7 gennaio - Luigi Capranica, romanziere, drammaturgo e patriota italiano (n. 1821)
- 7 gennaio - Charles Devens, politico e generale statunitense (n. 1820)
- 7 gennaio - Wilhelm Taubert, pianista, compositore e direttore d'orchestra tedesco (n. 1811)
- 7 gennaio - Richard Otto Zöpffel, teologo tedesco (n. 1843)
- 8 gennaio - Fredrik Pacius, compositore e direttore d'orchestra tedesco (n. 1809)
- 8 gennaio - Friedrich Techmer, linguista tedesco (n. 1843)
- 9 gennaio - Antonio Araldi, generale e politico italiano (n. 1819)
- 10 gennaio - Giovanni Battista Borelli, politico e medico italiano (n. 1813)
- 10 gennaio - Laza Lazarević, scrittore, psichiatra e neurologo serbo (n. 1851)
- 11 gennaio - Barone Haussmann, politico e urbanista francese (n. 1809)
- 11 gennaio - Carl Johan Thyselius, politico svedese (n. 1811)
- 12 gennaio - Giovanni Battista Cevasco, scultore italiano (n. 1817)
- 12 gennaio - Gioacchino Toma, pittore e patriota italiano (n. 1836)
- 13 gennaio - Antonio Bajamonti, politico italiano (n. 1822)
- 14 gennaio - Francis Russell, IX duca di Bedford, politico e agronomo britannico (n. 1819)
- 14 gennaio - Sadullah Pascià, politico e diplomatico ottomano (n. 1838)
- 15 gennaio - Antonio Brilla, scultore e pittore italiano (n. 1813)
- 15 gennaio - John Wellborn Root, architetto statunitense (n. 1850)
- 16 gennaio - Léo Delibes, compositore francese (n. 1836)
- 17 gennaio - George Bancroft, storico e politico statunitense (n. 1800)
- 17 gennaio - Abílio César Borges, medico e educatore brasiliano (n. 1824)
- 17 gennaio - Julius Petzholdt, bibliografo e bibliotecario tedesco (n. 1812)
- 17 gennaio - Raffaele Righetto, patriota italiano (n. 1837)
- 17 gennaio - Johannes Verhulst, compositore e direttore d'orchestra olandese (n. 1816)
- 20 gennaio - Kalākaua delle Hawaii, re (n. 1836)
- 21 gennaio - Calixa Lavallée, musicista e compositore canadese (n. 1842)
- 22 gennaio - Elisa Malesci-Pezzaglia, attrice teatrale italiana (n. 1847)
- 22 gennaio - Miklós Ybl, architetto tedesco (n. 1814)
- 23 gennaio - Baldovino del Belgio, principe belga (n. 1869)
- 23 gennaio - János Simor, cardinale e arcivescovo cattolico ungherese (n. 1813)
- 23 gennaio - Friedrich von Schmidt, architetto austriaco (n. 1825)
- 24 gennaio - Karl Stauffer-Bern, pittore, incisore e scultore svizzero (n. 1857)
- 25 gennaio - Henri de Brouckère, politico belga (n. 1801)
- 25 gennaio - Bruno Carranza Ramírez, politico costaricano (n. 1822)
- 25 gennaio - Theodorus van Gogh, mercante d'arte e antiquario olandese (n. 1857)
- 26 gennaio - Rita Gabussi, cantante lirica italiana
- 26 gennaio - Nikolaus August Otto, ingegnere tedesco (n. 1832)
- 27 gennaio - Jervis McEntee, pittore statunitense (n. 1828)
- 28 gennaio - Giuseppe Rega, politico e avvocato italiano (n. 1825)
- 29 gennaio - William Windom, politico statunitense (n. 1827)
- 30 gennaio - Charles Chaplin, pittore e incisore francese (n. 1825)
- 30 gennaio - Carlo Cristofori, cardinale italiano (n. 1813)
- 31 gennaio - Ernest Meissonier, pittore francese (n. 1815)

## Febbraio(40)
- 1º febbraio - Edward H. Plumptre, presbitero e teologo britannico (n. 1821)
- 3 febbraio - Rinaldo Ruschi, politico italiano (n. 1817)
- 4 febbraio - Pelagio Antonio de Labastida y Dávalos, arcivescovo cattolico messicano (n. 1816)
- 8 febbraio - Jean-Achille Benouville, pittore francese (n. 1815)
- 8 febbraio - Charles Wirgman, illustratore britannico (n. 1832)
- 9 febbraio - Gonville Bromhead, militare britannico (n. 1845)
- 9 febbraio - Giulio Jatta, numismatico, archeologo e traduttore italiano (n. 1861)
- 9 febbraio - Johan Barthold Jongkind, pittore olandese (n. 1819)
- 10 febbraio - Sof'ja Vasil'evna Kovalevskaja, matematica, fisica e attivista russa (n. 1850)
- 10 febbraio - Giacomo Lignana, linguista italiano (n. 1827)
- 11 febbraio - Enrico Pucci, scienziato italiano (n. 1848)
- 13 febbraio - David Dixon Porter, ammiraglio statunitense (n. 1813)
- 14 febbraio - William Tecumseh Sherman, generale, dirigente d'azienda e educatore statunitense (n. 1820)
- 15 febbraio - Bruto Fabricatore, politico e letterato italiano (n. 1822)
- 15 febbraio - Michele Iacobucci, politico italiano (n. 1832)
- 15 febbraio - Karl Eduard von Liphart, collezionista d'arte e storico dell'arte russo (n. 1808)
- 16 febbraio - Karl Maksimovič, botanico russo (n. 1827)
- 17 febbraio - Theophil Hansen, architetto danese (n. 1813)
- 18 febbraio - Ferdinando Acton, ammiraglio, nobile e politico italiano (n. 1832)
- 18 febbraio - Charles François Xavier d'Autemarre d'Erville, militare francese (n. 1805)
- 18 febbraio - Henry Hastings Sibley, politico statunitense (n. 1811)
- 19 febbraio - Josip Mihalović, cardinale e arcivescovo cattolico croato (n. 1814)
- 19 febbraio - Alexander Winchell, geologo e paleontologo statunitense (n. 1824)
- 20 febbraio - Agostino Magliani, politico italiano (n. 1824)
- 21 febbraio - Arthur Maximilian Bylandt-Rheydt, generale e politico austriaco (n. 1821)
- 21 febbraio - George Keppel, VI conte di Albemarle, nobile, ufficiale e politico inglese (n. 1799)
- 22 febbraio - Josephine de Reszke, soprano polacco (n. 1855)
- 22 febbraio - Adamo Rossi, patriota e bibliotecario italiano (n. 1821)
- 22 febbraio - Rolando Giuseppe dalla Valle, politico italiano (n. 1808)
- 23 febbraio - Benedetto Capponi Giulii, politico italiano (n. 1842)
- 24 febbraio - François Carquet, avvocato e politico francese (n. 1810)
- 24 febbraio - Tommaso Maria Fusco, presbitero italiano (n. 1831)
- 24 febbraio - Hermann Winterhalter, pittore tedesco (n. 1808)
- 26 febbraio - Pietro Acclavio, politico italiano (n. 1814)
- 26 febbraio - Fortuné du Boisgobey, romanziere francese (n. 1821)
- 27 febbraio - Giuseppe Grazioli, presbitero e agronomo italiano (n. 1808)
- 27 febbraio - Giuseppe Toscanelli, politico e patriota italiano (n. 1828)
- 28 febbraio - George Hearst, imprenditore e politico statunitense (n. 1820)
- 28 febbraio - Giovanni Morelli, storico dell'arte e politico italiano (n. 1816)
- 28 febbraio - Sanjō Sanetomi, politico giapponese (n. 1837)

## Marzo(39)
- 1º marzo - Pietro Avoscani, architetto italiano (n. 1816)
- 1º marzo - Simone Corleo, politico e filosofo italiano (n. 1823)
- 2 marzo - Settimio Battaglia, compositore, organista e direttore d'orchestra italiano (n. 1815)
- 2 marzo - Louis Henri Armand Béhic, politico, avvocato e imprenditore francese (n. 1809)
- 2 marzo - Giovanni Serritelli, pittore italiano (n. 1818)
- 3 marzo - Tommaso Corsi, avvocato e politico italiano (n. 1814)
- 4 marzo - Giuseppe Sacchi, educatore, pedagogista e giurista italiano (n. 1804)
- 6 marzo - Angelo Camillo De Meis, patriota, filosofo e politico italiano (n. 1817)
- 7 marzo - Franc Miklošič, filologo e linguista sloveno (n. 1813)
- 8 marzo - Antonio Ciseri, pittore svizzero (n. 1821)
- 9 marzo - Amalie Dietrich, botanica, zoologa e esploratrice tedesca (n. 1821)
- 9 marzo - August Horislav Krčméry, compositore, pubblicista e pastore protestante slovacco (n. 1822)
- 9 marzo - Giuseppe Rosi, poeta e patriota italiano (n. 1798)
- 11 marzo - Camillo Fontanelli, politico italiano (n. 1823)
- 12 marzo - Wilhelmine Ittenbach, pittrice e illustratrice tedesca (n. 1851)
- 13 marzo - Théodore de Banville, poeta e scrittore francese (n. 1823)
- 14 marzo - Lorenzo Maddem, ingegnere italiano (n. 1801)
- 14 marzo - Ludwig Windthorst, politico tedesco (n. 1812)
- 15 marzo - Joseph Bazalgette, ingegnere inglese (n. 1819)
- 17 marzo - Napoleone Giuseppe Carlo Paolo Bonaparte, generale francese (n. 1822)
- 17 marzo - Auguste André Thomas Cahours, chimico francese (n. 1813)
- 17 marzo - Eduard Clam-Gallas, militare austriaco (n. 1805)
- 19 marzo - Frīdrihs Jānis Baumanis, architetto lettone (n. 1834)
- 19 marzo - Ernest Hoschedé, collezionista d'arte francese (n. 1837)
- 19 marzo - Anselmo Tommasi, patriota e politico italiano (n. 1810)
- 20 marzo - Lawrence Barrett, attore teatrale statunitense (n. 1838)
- 21 marzo - Joseph Eggleston Johnston, generale statunitense (n. 1807)
- 22 marzo - Giacomo Stroffolini, letterato italiano (n. 1830)
- 23 marzo - Modesto Faustini, pittore italiano (n. 1839)
- 23 marzo - Armand Lévy, avvocato, giornalista e attivista francese (n. 1827)
- 24 marzo - Giovanni Battista Ruffini, militare e politico italiano (n. 1807)
- 24 marzo - Moritz Richard Schomburgk, botanico tedesco (n. 1811)
- 25 marzo - Stefano Jacini, politico e economista italiano (n. 1826)
- 27 marzo - Biagio Caranti, banchiere, patriota e politico italiano (n. 1837)
- 27 marzo - Franz von Meran, conte austriaco (n. 1839)
- 29 marzo - Carl Oesterley, pittore e storico dell'arte tedesco (n. 1805)
- 29 marzo - Georges Seurat, pittore francese (n. 1859)
- 30 marzo - August Schenk, botanico austriaco (n. 1815)
- 31 marzo - George Leveson-Gower, II conte di Granville, politico britannico (n. 1815)

## Aprile(31)
- 1º aprile - Pauline Marie de La Ferronays, scrittrice e filantropa francese (n. 1808)
- 2 aprile - Albert Pike, generale, avvocato e scrittore statunitense (n. 1809)
- 2 aprile - Augustin Pouyer-Quertier, politico e imprenditore francese (n. 1820)
- 5 aprile - Luigi Lapenna, politico italiano (n. 1825)
- 7 aprile - Phineas Taylor Barnum, imprenditore e circense statunitense (n. 1810)
- 7 aprile - Victor Chocquet, collezionista d'arte e mecenate francese (n. 1821)
- 8 aprile - Almerico Cristin, veterinario italiano (n. 1823)
- 8 aprile - Jules Jean-Baptiste Dehaussy, pittore francese (n. 1812)
- 8 aprile - Federico Nedbal, generale e funzionario boemo (n. 1825)
- 9 aprile - George Cavendish-Bentinck, avvocato e politico inglese (n. 1821)
- 10 aprile - Joseph-Marie Timon David, presbitero francese (n. 1823)
- 10 aprile - Marina Videmari, religiosa italiana (n. 1812)
- 12 aprile - Cecilia di Baden, principessa (n. 1839)
- 12 aprile - Robert Waterman, politico statunitense (n. 1826)
- 13 aprile - Richard Gilmour, vescovo cattolico scozzese (n. 1824)
- 14 aprile - George Henry Mackenzie, scacchista scozzese (n. 1837)
- 14 aprile - Alfonso Palitti, politico italiano (n. 1849)
- 14 aprile - Konstandinos Paparrigopulos, storico greco (n. 1815)
- 16 aprile - Vincenzo De Michelis, flautista e compositore italiano (n. 1825)
- 17 aprile - Giulio Alary, compositore italiano (n. 1814)
- 18 aprile - Galeazzo Frigerio, militare e geografo italiano (n. 1805)
- 19 aprile - Giuseppe Galluppi, nobile, storico e saggista italiano (n. 1836)
- 21 aprile - Henri Chapu, scultore e medaglista francese (n. 1833)
- 21 aprile - Nestore Corradi, scultore, miniaturista e scenografo italiano (n. 1811)
- 21 aprile - Vittore Tasca, patriota e politico italiano (n. 1821)
- 24 aprile - Jean-Baptiste Lavastre, pittore francese (n. 1839)
- 24 aprile - Helmuth Karl Bernhard von Moltke, feldmaresciallo tedesco (n. 1800)
- 25 aprile - Gottlieb Jäger, giurista, giudice e politico svizzero (n. 1805)
- 25 aprile - Nikolaj Nikolaevič Romanov, nobile russo (n. 1831)
- 29 aprile - Vincenzo Errante, patriota, politico e letterato italiano (n. 1813)
- 30 aprile - Joseph Leidy, paleontologo statunitense (n. 1823)

## Maggio(31)
- 1º maggio - Antonín Chittussi, pittore ceco (n. 1847)
- 1º maggio - Ferdinand Gregorovius, storico e medievista tedesco (n. 1821)
- 1º maggio - Eduard Schönfeld, astronomo tedesco (n. 1828)
- 2 maggio - Raffaele Danzi, poeta italiano (n. 1818)
- 2 maggio - Constantin Frantz, scrittore e politico prussiano (n. 1817)
- 3 maggio - Antonio Buzzi, compositore italiano (n. 1808)
- 5 maggio - Achille Sansi, storico e funzionario italiano (n. 1822)
- 6 maggio - Thomas Hare, politico britannico (n. 1806)
- 8 maggio - Helena Blavatsky, teosofa e saggista russa (n. 1831)
- 8 maggio - Alexander Keyserling, geologo, paleontologo e botanico tedesco (n. 1815)
- 10 maggio - Karl Wilhelm von Nägeli, botanico svizzero (n. 1817)
- 11 maggio - Alexandre Edmond Becquerel, fisico francese (n. 1820)
- 12 maggio - Louisa Anne Stuart, pittrice inglese (n. 1818)
- 13 maggio - Johann Burgauner, pittore austriaco (n. 1812)
- 14 maggio - Evandro Sigismondi, avvocato e politico italiano (n. 1830)
- 15 maggio - Théodore Deck, ceramista francese (n. 1823)
- 15 maggio - Edwin Long, pittore inglese (n. 1829)
- 16 maggio - Ion C. Brătianu, politico romeno (n. 1821)
- 17 maggio - Ignazio Florio, imprenditore e politico italiano (n. 1838)
- 18 maggio - Francesco Alario, patriota e politico italiano (n. 1829)
- 18 maggio - Edward Cavendish, politico inglese (n. 1838)
- 20 maggio - Gaspare Gorresio, glottologo e politico italiano (n. 1808)
- 20 maggio - Jules Richard, fotografo e traduttore francese (n. 1816)
- 21 maggio - Hagop Baronian, scrittore, giornalista e drammaturgo armeno (n. 1843)
- 21 maggio - Alphonso Taft, politico statunitense (n. 1810)
- 22 maggio - Ernst Hähnel, scultore tedesco (n. 1811)
- 24 maggio - Joseph Roumanille, poeta e scrittore francese (n. 1818)
- 26 maggio - Staka Skenderova, scrittrice, educatrice e religiosa bosniaca (n. 1831)
- 27 maggio - Prentice Mulford, scrittore statunitense (n. 1834)
- 30 maggio - Gaetano Alimonda, cardinale e arcivescovo cattolico italiano (n. 1818)
- 30 maggio - Guglielmina Maria di Danimarca, principessa danese (n. 1808)

## Giugno(26)
- 2 giugno - Hensleigh Wedgwood, filologo, lessicografo e linguista britannico (n. 1803)
- 4 giugno - Angelo Frondoni, compositore italiano (n. 1809)
- 5 giugno - Leopold Hasner von Artha, politico, giurista e nobile austriaco (n. 1818)
- 6 giugno - John A. Macdonald, politico canadese (n. 1815)
- 8 giugno - Carlo Maria Curci, gesuita e teologo italiano (n. 1809)
- 9 giugno - Samuel Adler, rabbino tedesco (n. 1809)
- 9 giugno - Ludvig Lorenz, fisico danese (n. 1829)
- 11 giugno - Barbara Bodichon, educatrice e artista britannica (n. 1827)
- 12 giugno - Sergej Podolinskij, scienziato ucraino (n. 1850)
- 12 giugno - Pomare V, re (n. 1839)
- 12 giugno - Friedrich Wilhelm Scanzoni von Lichtenfels, ginecologo tedesco (n. 1821)
- 14 giugno - Pietro Caraciotti, politico italiano (n. 1820)
- 14 giugno - Nicolò Gabrielli, compositore italiano (n. 1814)
- 16 giugno - Giovan Battista Filippo Basile, architetto italiano (n. 1825)
- 17 giugno - Harrison Ludington, politico statunitense (n. 1812)
- 18 giugno - Mago Chiò, arrampicatore italiano (n. 1867)
- 20 giugno - Cesare Masini, pittore e scrittore italiano (n. 1812)
- 20 giugno - Vincenzo Ricasoli, politico, agronomo e patriota italiano (n. 1814)
- 22 giugno - Alessandro Ademollo, scrittore italiano (n. 1826)
- 22 giugno - Albert Aldridge, calciatore inglese (n. 1864)
- 22 giugno - Antonio Maffei, storico e storico dell'arte italiano (n. 1805)
- 23 giugno - Norman Robert Pogson, astronomo inglese (n. 1829)
- 23 giugno - Francesco Viganò, economista, scrittore e patriota italiano (n. 1807)
- 23 giugno - Wilhelm Eduard Weber, fisico tedesco (n. 1804)
- 28 giugno - Raffaele Andreoli, letterato italiano (n. 1823)
- 28 giugno - Enrico Gagliardi, politico italiano (n. 1820)

## Luglio(23)
- 1º luglio - Vladimir Andreevič Dolgorukov, generale russo (n. 1810)
- 1º luglio - Mihail Kogălniceanu, avvocato, storico e politico romeno (n. 1817)
- 3 luglio - Stefano Golinelli, compositore e pianista italiano (n. 1818)
- 3 luglio - Hermann Mosler, teologo, docente e politico tedesco (n. 1838)
- 3 luglio - Thurston Rostron, calciatore britannico (n. 1863)
- 4 luglio - William Henry Gladstone, politico britannico (n. 1840)
- 4 luglio - Hannibal Hamlin, politico statunitense (n. 1809)
- 4 luglio - Carl August Haupt, organista, compositore e insegnante tedesco (n. 1810)
- 4 luglio - Lajos Haynald, cardinale e arcivescovo cattolico ungherese (n. 1816)
- 5 luglio - Angelo Angelucci, architetto italiano (n. 1816)
- 5 luglio - Joseph Ducaju, scultore e pittore belga (n. 1823)
- 12 luglio - Bob Morrison, calciatore nordirlandese (n. 1869)
- 13 luglio - Shibata Zeshin, pittore e incisore giapponese (n. 1807)
- 15 luglio - Frank Miles, pittore inglese (n. 1852)
- 19 luglio - Pedro Antonio de Alarcón, poeta, scrittore e giornalista spagnolo (n. 1833)
- 19 luglio - Girolamo Calà Ulloa, generale, patriota e saggista italiano (n. 1810)
- 20 luglio - David S. Walker, politico, avvocato e giudice statunitense (n. 1815)
- 21 luglio - Franco Faccio, direttore d'orchestra e compositore italiano (n. 1840)
- 24 luglio - Charles Lullier, militare francese (n. 1838)
- 24 luglio - Hermann Raster, politico, giornalista e editore tedesco (n. 1827)
- 28 luglio - Cesare Albicini, giurista, patriota e politico italiano (n. 1825)
- 28 luglio - Tartarino Caprioli, patriota e politico italiano (n. 1804)
- 31 luglio - Léon Germain Pelouse, pittore francese (n. 1838)

## Agosto(28)
- 2 agosto - Aleksandr Grigor'evič Stroganov, generale e politico russo (n. 1795)
- 2 agosto - George Washington Williams, politico, giornalista e avvocato statunitense (n. 1849)
- 3 agosto - Francis Fane, XII conte di Westmorland, ufficiale inglese (n. 1825)
- 4 agosto - William Legge, V conte di Dartmouth, politico inglese (n. 1823)
- 5 agosto - Henry Litolff, pianista, compositore e editore musicale tedesco (n. 1818)
- 7 agosto - Giuseppe Caruso, brigante italiano (n. 1816)
- 8 agosto - Carlo Canera di Salasco, generale italiano (n. 1823)
- 10 agosto - Eduard Petzold, architetto del paesaggio tedesco (n. 1815)
- 12 agosto - Marco Antonio Canini, filologo, scrittore e patriota italiano (n. 1822)
- 12 agosto - James Russell Lowell, poeta, critico letterario e diplomatico statunitense (n. 1819)
- 14 agosto - Teofil Kwiatkowski, pittore polacco (n. 1809)
- 14 agosto - Sarah Polk, first lady statunitense (n. 1803)
- 14 agosto - Matilde di Schaumburg-Lippe, principessa e duchessa (n. 1818)
- 15 agosto - Marie Léonide Charvin, attrice teatrale francese (n. 1832)
- 15 agosto - Giovanni Battista Maneschi, vescovo cattolico italiano (n. 1813)
- 15 agosto - Pietro Rosa, politico, archeologo e topografo italiano (n. 1810)
- 16 agosto - Othon Riemann, latinista e filologo classico francese (n. 1853)
- 17 agosto - Jean-Joseph Thonissen, politico e avvocato belga (n. 1816)
- 18 agosto - Louis Paulsen, scacchista tedesco (n. 1833)
- 18 agosto - Georg Voigt, storico e umanista tedesco (n. 1827)
- 19 agosto - Theodor Aman, pittore rumeno (n. 1831)
- 19 agosto - Gestur Pálsson, scrittore islandese (n. 1852)
- 21 agosto - Teuhe, regina (n. 1840)
- 22 agosto - Jan Neruda, scrittore, poeta e giornalista ceco (n. 1834)
- 25 agosto - Dionisio V di Costantinopoli, arcivescovo ortodosso greco (n. 1820)
- 27 agosto - John Owen Dominis, nobile statunitense (n. 1832)
- 29 agosto - Pierre Lallement, inventore e ingegnere francese (n. 1843)
- 31 agosto - Johannes Classen, filologo classico e educatore tedesco (n. 1805)

## Settembre(27)
- 2 settembre - August von Pelzeln, ornitologo austriaco (n. 1825)
- 4 settembre - George Hewston, politico statunitense (n. 1826)
- 4 settembre - Ferdinando Salvatore Dino, politico italiano (n. 1811)
- 5 settembre - Jules-Élie Delaunay, pittore francese (n. 1828)
- 6 settembre - Ludvig Müller, numismatico e storico danese (n. 1809)
- 7 settembre - Heinrich Graetz, storico e teologo tedesco (n. 1817)
- 9 settembre - George Carnegie, IX conte di Northesk, nobile e militare scozzese (n. 1843)
- 9 settembre - Jules Grévy, politico francese (n. 1807)
- 9 settembre - Ubaldino Peruzzi, politico italiano (n. 1822)
- 11 settembre - Stefano Castagnola, avvocato e politico italiano (n. 1825)
- 11 settembre - John H. B. Latrobe, inventore e avvocato statunitense (n. 1803)
- 11 settembre - Théodule Ribot, pittore e incisore francese (n. 1823)
- 11 settembre - Edward W. Wynkoop, statunitense (n. 1836)
- 11 settembre - Antero de Quental, poeta, filosofo e scrittore portoghese (n. 1842)
- 15 settembre - Luigi Rotelli, cardinale italiano (n. 1833)
- 18 settembre - José Manuel Balmaceda, politico cileno (n. 1840)
- 18 settembre - Alessandra di Grecia, principessa greca (n. 1870)
- 19 settembre - Jozef Maximilián Petzval, matematico, fisico e inventore slovacco (n. 1807)
- 21 settembre - Carl Wedl, patologo austriaco (n. 1815)
- 24 settembre - Giuseppe Valitutti, militare e politico italiano (n. 1826)
- 24 settembre - Marie Wilt, soprano austriaco (n. 1833)
- 27 settembre - Augusto Ferrante, scacchista italiano
- 27 settembre - Ivan Aleksandrovič Gončarov, scrittore russo (n. 1812)
- 28 settembre - Herman Melville, scrittore, poeta e critico letterario statunitense (n. 1819)
- 28 settembre - Ida di Schaumburg-Lippe, principessa (n. 1852)
- 29 settembre - Sergej Alekseevič Dolgorukov, politico e diplomatico russo (n. 1809)
- 30 settembre - Georges Boulanger, generale e politico francese (n. 1837)

## Ottobre(19)
- 1º ottobre - Giulio Ferrarini, direttore d'orchestra, violinista e compositore italiano (n. 1807)
- 3 ottobre - Édouard Lucas, matematico francese (n. 1842)
- 3 ottobre - Vincenzo Vela, scultore e docente svizzero (n. 1820)
- 5 ottobre - Giovanni Caselli, abate e inventore italiano (n. 1815)
- 6 ottobre - Carlo I di Württemberg, sovrano (n. 1823)
- 6 ottobre - Aristide Gabelli, pedagogista e politico italiano (n. 1830)
- 6 ottobre - Charles Stewart Parnell, patriota e politico irlandese (n. 1846)
- 9 ottobre - Meyliservet Kadin, ottomana (n. 1859)
- 15 ottobre - William Henry Fitzhugh Lee, generale e politico statunitense (n. 1837)
- 15 ottobre - Friedrich Zarncke, filologo e germanista tedesco (n. 1825)
- 15 ottobre - Pietro Giuseppe de Gaudenzi, vescovo cattolico italiano (n. 1812)
- 16 ottobre - Sarah Winnemucca, scrittrice e attivista nativa americana
- 19 ottobre - Nicolò Barabino, pittore e scenografo italiano (n. 1832)
- 20 ottobre - Attilio Portioli, letterato e numismatico italiano (n. 1830)
- 23 ottobre - Ambrogio di Optina, religioso e santo russo (n. 1812)
- 25 ottobre - Carlo Pittara, pittore italiano (n. 1835)
- 28 ottobre - Archibald Seymour, XIII duca di Somerset, nobile britannico (n. 1810)
- 30 ottobre - Frederick Henry Ambrose Scrivener, biblista britannico (n. 1813)
- 30 ottobre - Truman Seymour, generale e pittore statunitense (n. 1824)

## Novembre(28)
- 4 novembre - Francisco Gomes de Amorim, scrittore portoghese (n. 1827)
- 7 novembre - Giovanni Minghelli Vaini, politico e prefetto italiano (n. 1817)
- 9 novembre - Luigi Luciano Bonaparte, linguista e mineralogista francese (n. 1813)
- 9 novembre - Buenaventura Hernández Sanahuja, archeologo e storico spagnolo (n. 1810)
- 9 novembre - Pietro Mazza, avvocato, giornalista e politico italiano (n. 1820)
- 9 novembre - Giuseppe Venanzio Olivieri, militare italiano (n. 1834)
- 9 novembre - Louis Veray, scultore francese (n. 1820)
- 10 novembre - Arthur Rimbaud, poeta francese (n. 1854)
- 11 novembre - Raffaele Ferlotti, baritono italiano (n. 1819)
- 12 novembre - Girolamo Domenichini, pittore italiano (n. 1812)
- 12 novembre - Henriette Mendel, tedesca (n. 1833)
- 13 novembre - Claudius Schraudolph il Vecchio, pittore e litografo tedesco (n. 1813)
- 14 novembre - Antonio Beretta, politico italiano (n. 1808)
- 15 novembre - Victor-Félix Bernadou, cardinale e arcivescovo cattolico francese (n. 1816)
- 15 novembre - Amely Bölte, scrittrice tedesca (n. 1811)
- 16 novembre - Joseph von Döpfner, generale austriaco (n. 1825)
- 17 novembre - José María Iglesias, politico messicano (n. 1823)
- 19 novembre - Gregor Csiky, drammaturgo e scrittore ungherese (n. 1842)
- 20 novembre - Henri de Cathelineau, generale francese (n. 1813)
- 20 novembre - James Johnson, politico statunitense (n. 1811)
- 24 novembre - Robert Bulwer-Lytton, politico britannico (n. 1831)
- 24 novembre - Konstantin Nikolaevič Leont'ev, filosofo, medico e monaco cristiano russo (n. 1831)
- 24 novembre - Maria Anna Sala, religiosa italiana (n. 1829)
- 27 novembre - Victor Brooke, naturalista britannico (n. 1843)
- 28 novembre - Ferdinando Palasciano, chirurgo e politico italiano (n. 1815)
- 30 novembre - Enrico d'Asburgo-Lorena, nobile (n. 1828)
- 30 novembre - Dmitrij Ivanovič Žuravskij, matematico e ingegnere russo (n. 1821)
- 30 novembre - Franz Christoph von Rothmund, chirurgo tedesco (n. 1801)

## Dicembre(38)
- 1º dicembre - François Sabatier, filantropo, letterato e traduttore francese (n. 1818)
- 2 dicembre - Carlo Cadorna, politico italiano (n. 1809)
- 2 dicembre - Matteo Camera, storico, antiquario e numismatico italiano (n. 1807)
- 2 dicembre - Hermann Heinrich Howaldt, scultore tedesco (n. 1841)
- 4 dicembre - Frederick Whitaker, politico neozelandese (n. 1812)
- 5 dicembre - Pietro II del Brasile, imperatore brasiliano (n. 1825)
- 5 dicembre - Felice Vinatieri, direttore di banda, compositore e militare italiano (n. 1834)
- 8 dicembre - Ignazio Giorgio V Chelhot, ottomano (n. 1818)
- 8 dicembre - Marcellus Stearns, politico e militare statunitense (n. 1839)
- 12 dicembre - Lydia Welti-Escher, mecenate svizzera (n. 1858)
- 13 dicembre - Jean Servais Stas, chimico belga (n. 1813)
- 15 dicembre - Sigismondo Leopoldo d'Asburgo-Lorena, nobile (n. 1826)
- 17 dicembre - Amos Cassioli, pittore italiano (n. 1832)
- 17 dicembre - Patrick Edward Connor, generale statunitense (n. 1820)
- 18 dicembre - Giulio Minervini, archeologo e numismatico italiano (n. 1819)
- 20 dicembre - M'Siri, sovrano della Repubblica Democratica del Congo (n. 1830)
- 20 dicembre - Friedrich Otto Gustav Quedenfeldt, entomologo tedesco (n. 1817)
- 21 dicembre - William Cavendish, VII duca di Devonshire, nobile e politico britannico (n. 1808)
- 23 dicembre - Giuseppe Boschi, prefetto e politico italiano (n. 1810)
- 23 dicembre - John Creswell, politico statunitense (n. 1828)
- 23 dicembre - Carl Friedrich von Gerber, giurista e politico tedesco (n. 1823)
- 24 dicembre - Lodovico Bellenghi, pittore, disegnatore e ceramista italiano (n. 1815)
- 24 dicembre - Adeodato Malatesta, pittore e restauratore italiano (n. 1806)
- 24 dicembre - Johannes Rietstap, araldista e genealogista olandese (n. 1828)
- 25 dicembre - Miguel Payá y Rico, cardinale e arcivescovo cattolico spagnolo (n. 1811)
- 27 dicembre - Antonio Arenas, politico peruviano (n. 1808)
- 27 dicembre - Aurelia Cataneo, soprano italiano (n. 1864)
- 27 dicembre - Aleksander Chodźko, orientalista polacco (n. 1804)
- 27 dicembre - Nikolaj Ivanovič Il'minskij, orientalista e missionario russo (n. 1822)
- 27 dicembre - Amalia Lindegren, pittrice svedese (n. 1814)
- 29 dicembre - Thomas Henry Armstrong, politico statunitense (n. 1829)
- 29 dicembre - Leopold Kronecker, matematico e logico tedesco (n. 1823)
- 29 dicembre - Giovanni Battista Millelire, militare italiano (n. 1803)
- 29 dicembre - Luigi Premazzi, pittore italiano (n. 1814)
- 31 dicembre - Domenico Agostini, cardinale e patriarca cattolico italiano (n. 1825)
- 31 dicembre - Giuseppe Andrea Angeloni, nobile e politico italiano (n. 1826)
- 31 dicembre - Samuel Ajayi Crowther, missionario, vescovo anglicano e linguista nigeriano (n. 1809)
- 31 dicembre - Vittorio di Hohenlohe-Langenburg, principe tedesco (n. 1833)

## Senza giorno specificato(46)
- Émile Acollas, giurista e politico francese (n. 1826)
- Manuel Alonso Martínez, politico spagnolo (n. 1827)
- Jean-Charles Alphand, ingegnere francese (n. 1817)
- Giacomo Arditi, storico italiano (n. 1815)
- Felice Assanti Pepe, politico italiano (n. 1825)
- Franz Brünnow, astronomo tedesco (n. 1821)
- Luigi Cartei, scultore italiano (n. 1822)
- Benjamin Constant, militare e insegnante brasiliano (n. 1836)
- Paul Crampel, esploratore francese (n. 1864)
- Gaetano Davia, scultore, restauratore e decoratore italiano (n. 1810)
- William Ferrel, meteorologo statunitense (n. 1817)
- Gabrielangelo Gabrielli, politico e avvocato italiano (n. 1822)
- Désirée Gay, giornalista e attivista francese (n. 1810)
- Camille-Christophe Gerono, matematico francese (n. 1799)
- Gaetano Gherardi, architetto italiano (n. 1799)
- Edmund Hartnack, artigiano tedesco (n. 1826)
- Frederick William Jacomb, alpinista inglese (n. 1829)
- Jaja di Opobo, mercante nigeriano (n. 1821)
- Nikolaj Aleksandrovič Krasnokuskij, generale russo (n. 1818)
- Samuel Lancaster Gerry, pittore statunitense (n. 1813)
- Nicolas Lebel, inventore francese (n. 1838)
- Jean Lombard, romanziere francese (n. 1854)
- Aleksandra Nikolaevna Malinovskaja, rivoluzionaria russa (n. 1849)
- Károly Markó il Giovane, pittore ungherese (n. 1822)
- Angelo Maria Mazzia, pittore italiano (n. 1823)
- Isaac Myers, sindacalista statunitense (n. 1835)
- Francesco Oberholtzer, militare e ingegnere svizzero (n. 1828)
- Bernardino Pes di Villamarina del Campo, generale italiano (n. 1810)
- Leon Pinsker, medico polacco (n. 1821)
- Giuseppe Pisati, fisico italiano (n. 1842)
- Aleksandr Afanas´evič Potebnja, filologo russo (n. 1835)
- Giulio Roberti, compositore e musicista italiano (n. 1823)
- Carlo Rubatto, scultore italiano (n. 1810)
- Carlos Augusto Salaverry, scrittore peruviano (n. 1830)
- Fanny Salvini Donatelli, soprano italiano (n. 1815)
- Karl Gustav Sanio, botanico prussiano (n. 1832)
- Ildebrando Scipiotti, patriota e militare italiano (n. 1832)
- Lockroy, drammaturgo francese (n. 1803)
- Surachandra Singh, principe indiano
- Francesco Tamburini, architetto italiano (n. 1848)
- Emma Tettoni, insegnante, poetessa e scrittrice italiana (n. 1859)
- Joseph Tournois, scultore francese (n. 1831)
- Ahmed Vefik Pascià, politico turco (n. 1823)
- Giuseppe Zattera, pittore italiano (n. 1825)
- Rashid II bin Humaid Al Nuaimi, politico emiratino
- José María Urbina, politico ecuadoriano (n. 1808)